# Seznam španskih pisateljev
Seznam španskih pisateljev.

## A
- Ignacio Agusti (1913–1974)
- Leopoldo Alas (1852–1901)
- Caterina Albert (1869–1966)
- Álvaro de Albornoz (1879–1954)
- Mateo Alemán (1547–1615)
- Gabriel Alomar (1873–1941)
- Pedro Antonio de Alarcón (1833–1891)
- Juan Carlos Amat (1572–1642)
- Núria Añó (*1973)
- Sebastià Juan Arbó (1902–1984)
- Max Aub (1903–1972)
- Francisco Ayala (1906–2009)
- Vital Aza (1851–1912)
- Azorín (1873–1967)
- Félix de Azúa (̈*1944)

## B
- Eva Baltasar (Katalonka)
- Arturo Barea (1897–1957)
- Pío Baroja (1872–1956)
- Agustí Bartra
- Gustavo Adolfo Bécquer
- Xuan Bello
- Manuel Benavides
- Juan Benet (1927–1993)
- Gonzalo de Berceo
- José Bergamin (1897-1983)
- Jorge Berlanga
- Prudenci Bertrana
- Fernando Trías de Bes (1967)
- Ana Francisca Abarca de Bolea (1602–1685)
- Jordi Botella Miró (1958) (Katalonec)

## C
- José Manuel Caballero (1926)
- Jaume Cabré i Fabré (1947) (Katalonec)
- Clara Campoamor
- Zenobia Camprubí
- Matilde Camus
- Jesús Carrasco (1972)
- Rosalía de Castro (1837-1885)
- Camilo José Cela
- Miguel de Cervantes

## D
- Luis Mateo Díez

## E
- Josep Maria Espinàs
- Vicente Espinel

## F
- Jordi Sierra i Fabra
- Ildefonso Falcones
- Rafael Sánchez Ferlosio
- Sonia Fernández-Vidal
- Josep Vicenç Foix
- Vicente Molina Foix
- Jesús Franco
- Joan Fuster i Ortells

## G
- Antonio Gala
- Benito Pérez Galdós
- Domingo Frades Gaspar
- Juán García Hortelano
- José María Gironella
- Ramón Gómez de la Serna
- Juan Goytisolo
- Baltasar Gracián
- Almudena Grandes
- Antonio de Guevara

## H
- Fernando de Herrera

## I
- Vicente Blasco Ibáñez
- Juan Kruz Igerabide
- Juan de Iriarte
- José Francisco de Isla
- Antonio Iturbe

## J
- Clara Janés
- Juan Ramón Jiménez
- Gaspar Melchor de Jovellanos

## L
- Eduardo Lago
- Use Lahoz
- Mariano José de Larra
- María Teresa León
- Ángel María de Lera
- Miquel Llor
- Ramon Llull

## M
- Salvador de Madariaga y Rojo (1886–1978)
- Gregorio Marañón
- Javier Marías (1951–2022)
- Carmen Martín Gaite
- Ana Maria Matute
- Bernat Metge (Katalonec 14./15.stol.)
- José Moreno Villa
- Juan Pérez de Montalbán
- Pere Coromines i Montanya
- Cristina Morales

## N
- Julia Navarro
- Margarita Nelken

## O
- Narcís Oller
- Eugenio d'Ors

## P
- Emilia Pardo Bazán (1851–1921)
- Francisco García Pavón
- José María de Pereda
- Carmen Posadas
- Francesc Puigpelat i Valls

## Q
- Francisco de Quevedo

## R
- Llucia Ramis
- Dolores Redondo
- Iván Repila
- Mercè Rodoreda
- Jaume Roig
- Fernando de Rojas
- Ana Rossetti
- Carlos Ruiz Zafón (1964–2020)

## S
- Ángel de Saavedra
- Josep Maria de Sagarra i de Castellarnau
- Félix María Samaniego
- Eulogio Florentino Sanz
- Jorge Semprún (1923-2011)
- Ramón J. Sender
- Ramon Solsona i Sancho

## T
- Pedro Tafur
- Javier Tomeo
- Guillermo de Torre

## U
- Miguel de Unamuno

## V
- Armando Palacio Valdés
- Ramón del Valle-Inclán
- Manuel Vázquez Montalbán
- Inka Garcilaso de la Vega
- Lope de Vega
- Enrique Vila-Matas

## Z
- María de Zayas y Sotomayor (1590–1661)
- María Zambrano Alarcón (1904–1991)